# Makkie Nijssen
Mark (Makkie) Nijssen (7 december 1955) is een voormalig Nederlands voetballer. Hij stond onder contract bij SBV Excelsior.